# مخيم المزاديق (مأرب)

تعديل مصدري - تعديل

مخيم المزاديق هي إحدى قرى عزلة ال قزعة بمديرية مأرب التابعة لمحافظة مأرب، بلغ تعداد سكانها 87 نسمة حسب تعداد اليمن لعام 2004.